# Microserica quateorum
Microserica quateorum är en skalbaggsart som beskrevs av Frey 1972. Microserica quateorum ingår i släktet Microserica och familjen Melolonthidae. Inga underarter finns listade i Catalogue of Life.